# ジョー・サントス
ジョー・サントス（Joe Santos、1931年6月9日 - 2016年3月18日）はイタリア系のアメリカ合衆国の俳優。ニューヨーク・ブルックリン区出身。

## 代表作

### テレビ
- 1974年 -　「ロックフォードの事件メモ」
- 1978年 -　「ポリス・ストーリー」
- 1987年 -　「デッドライン・シューター」
- 1989年 -　「タイムマシーンにお願い」
- 1990年 -　「疑惑の果て」
- 1992年 -　「フランク・シナトラ/ザ・グレイテスト・ストーリー」

### 映画
- 1972年 -　「ブラック・サンダー」、「黒いジャガー/シャフト旋風」、「シェイマス」
- 1973年 -　「ザ・ファミリー」、「西部に来た花嫁」、「エディ・コイルの友人たち」
- 1983年 -　「ブルーサンダー」
- 1990年 -　「リベンジ」
- 1991年 -　「ラスト・ボーイスカウト」
- 1992年 -　「モー・マネー」